# Lophostoma evotis
Lophostoma evotis es una especie de murciélago de la familia Phyllostomidae.

## Distribución geográfica
Se encuentra en México, Belice, Guatemala y Honduras.